# 拉馬納塔普蘭華麗雨林
拉馬納塔普蘭華麗雨林（學名：Poecilotheria hanumavilasumica），又称拉馬納塔普蘭狼蛛，是一种极度濒危的狼蛛品种。

## 分布情况
2004年，安德鲁-史密斯在拉梅斯沃勒姆的哈努马维拉苏姆神庙的一个神圣丛林里发现了它。
它最初被认为是印度泰米尔纳德邦拉馬納塔普蘭区的特有种，但后来在印度以外的斯里兰卡北部馬納爾區被发现。马纳尔岛离印度很近，这表明该物种可能在更新世时期通过两国之间的陆桥散布开来 。

## 识别
在第一对腿上，底色是水仙花黄色。股骨的四分之三处有一条黑带。髌骨是水仙花黄色，远端有一条细的黑色带子。胫骨也是水仙花黄色，有一条厚厚的黑色横带。
第四对腿的底色是蓝灰色，近端有一个黑色斑块。股骨有蓝灰色的带子。髌骨也是蓝灰色，远端有淡淡的黑色标记。胫骨蓝灰色。

## 外部連結
- 相片